# ТЕЦ Суварнабхумі
13°42′50″ пн. ш. 100°45′34″ сх. д. / 13.71389° пн. ш. 100.75944° сх. д.
ТЕЦ Суварнабхумі — теплоелектроцентраль, яка обслуговує головний тайський аеропорт Суварнабхумі.
В 2006 році ввели в дію парогазовий блок комбінованого циклу, в якому дві газові турбіни потужністю по 22 МВт живили через два котли-утилізатори продуктивністю по 45 тонн пари на годину одну парову турбіну з показником 12 МВт. В 2012-му газові турбіни замінили на більш потужні з показниками по 41 МВт, які працюють на котли-утилізатори продуктивністю по 80 тонн пари на годину. При цьому більша частина виробленої пари використовується для живлення десяти охолоджуючих установок, що обслуговують комплекс аеропорту.
Станція отримала довгостроковий контракт на викуп 30 МВт потужності державною електроенергетичною компанією Electric Generating Authority of Thailand (EGAT).
Як паливо ТЕЦ використовує природний газ.
Станція належить компанії District Cooling System and Power Plant Co., Ltd. (DCAP).